# Darrington
Darrington – wieś w Anglii, w hrabstwie ceremonialnym West Yorkshire, w dystrykcie metropolitalnym Wakefield. Leży 25 km na południowy wschód od miasta Leeds i 252 km na północ od Londynu.